# Ampeils
Ampeils est une ancienne commune du Gers. En 1839, elle est rattachée à la commune de Valence-sur-Baïse. Aujourd'hui, un lieu-dit subsiste.

## Géographie

### Localisation
Ampeils se situe en Gascogne, dans le Condomois, au sein de la commune de Valence-sur-Baïse.

### Voies de communication et de transports
Ampeils est desservie par la D112.

## Histoire
La commune faisait partie du canton de Valence. En 1839, Ampeils est fusionnée au sein de la commune de Valence-sur-Baïse. En 2014, Valence-sur-Baïse est transférée au canton de Baïse-Armagnac.

## Population et société

### Démographie
| 1793 | 1800 | 1806 | 1821 | 1831 | 1836 |
| ---- | ---- | ---- | ---- | ---- | ---- |
| 240  | 228  | 243  | 238  | 237  | lac. |